# Richard Semmel
Richard Semmel  (* 15. September 1875 in Zobten am Berge, Niederschlesien; † 2. Dezember 1950 im New York) war ein deutscher Unternehmer und Kunstsammler. Als Jude sah er sich 1933 in Deutschland Anfeindungen ausgesetzt und ging ins Exil. Seine Erben strengten mehrere Restitutionsverfahren an, um die Rückgabe von Kunstwerken seiner Sammlung zu erreichen.

## Leben

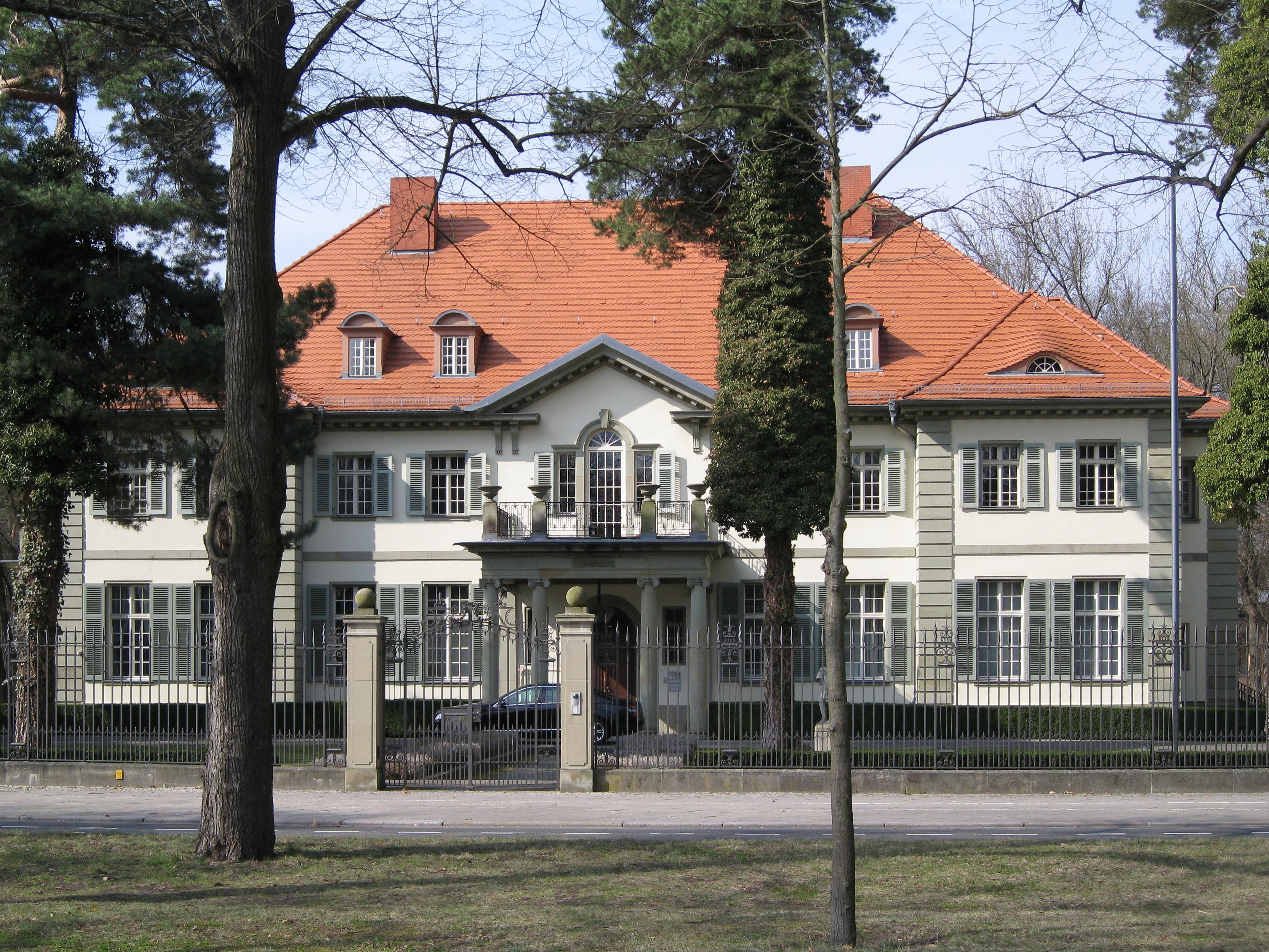
Villa Semmel in Berlin-Dahlem

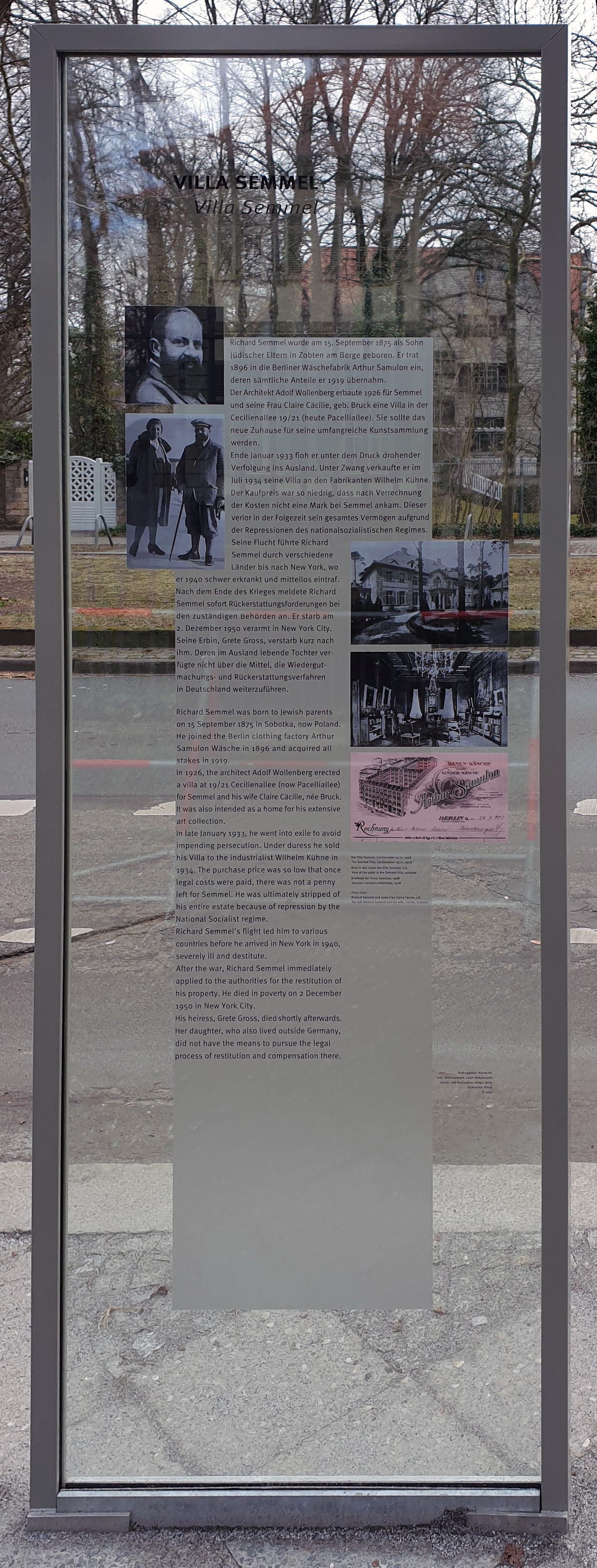
Gedenktafel vor der Villa Semmel

Richard Semmel war langjähriger Inhaber des Textilunternehmens Arthur Samulon. Die in der Magazinstraße 15/16 in Berlin-Mitte ansässige Firma produzierte Damenunterwäsche und Kinderbekleidung. Der wirtschaftliche Erfolg des Unternehmens ermöglichte Semmel und seiner Frau Clara Cäcilie, geborene Brück, ein Leben in Wohlstand. Das kinderlose Paar ließ sich 1925/1926 nach Plänen des Architekten Adolf Wollenberg auf einem 10.000 Quadratmeter großen parkartigem Grundstück in der Pacelliallee 19/21 in Berlin-Dahlem eine Villa erbauen („Landhaus Richard Semmel“ oder „Villa Semmel“ genannt, heute Sitz des Botschafters der Republik Irak). Darüber hinaus begann Semmel in den 1920er Jahren mit dem Aufbau einer Kunstsammlung.
Mit der so genannten Machtergreifung durch die NSDAP am 30. Januar 1933 änderten sich die Lebensumstände von Richard Semmel schlagartig. Als Jude und Mitglied der Deutschen Demokratischen Partei sah er sich Anfeindungen ausgesetzt und erhielt Drohungen. Er hielt sich Ende Januar 1933 zunächst zum Winterurlaub in der Schweiz auf, kehrte anschließend kurzzeitig nach Berlin zurück und verließ im April 1933 Deutschland endgültig. Erste Station seines Exils war Amsterdam, wo er sich für mehrere Jahre aufhielt. Er konnte zahlreiche Kunstwerke in die Niederlande transferieren und ließ diese zur Finanzierung seines Lebensunterhaltes 1933 im Amsterdamer Auktionshaus Frederik Muller & Cie versteigern.
Noch vor dem Zweiten Weltkrieg gelang Richard Semmel mit seiner Frau die Ausreise in die Vereinigten Staaten. Sein Bruder starb während der deutschen Besatzung im niederländischen Durchgangslager Westerbork. Richard Semmel lebte in New York in verarmten Verhältnissen und war auf die Unterstützung von Freunden angewiesen. Er starb dort 1950. Zu seiner Erbin erklärte er Grete Gross-Eisenstädt, eine langjährige Freundin der Familie. Deren Enkelkinder versuchten mehrfach die Restitution von Kunstwerken der Sammlung Richard Semmel zu erreichen.
Am 24. Februar 2022 wurde vor seiner ehemaligen Villa in der Pacelliallee 21 eine Gedenktafel enthüllt und zwei Stolpersteine für ihn und seine Frau verlegt.

## Die Kunstsammlung Richard Semmel
Der genaue Umfang der Kunstsammlung von Richard Semmel ist nicht genau bekannt. Nach Schätzungen sollen sich mehr als 120 Gemälde in der Sammlung befunden haben. Allein 71 Bilder der Sammlung wurden am 21. November 1933 im Amsterdamer Auktionshaus Frederik Muller & Cie. versteigert. Zu den Schwerpunkten der Sammlung gehörten niederländische Altmeistergemälde und Werke französische Künstler des Impressionismus und Postimpressionismus. Folgende Werke lassen sich eindeutig der Sammlung von Richard Semmel zuordnen:
- Bildnis eines jungen Mannes von einem unbekannten Künstler, Amsterdam um 1620. hatte Richard Semmel 1928 als Werk von Thomas de Keyser erworben. Über den niederländischen Kunsthandel gelangte es 1940 in die Sammlung des Sonderauftrags Linz und wurde nach dem Zweiten Weltkrieg an die Niederlande restituiert. Das zeitweilig auch Werner van den Valckert zugeschriebene Werk befand sich mehrere Jahre im Museum Gouda und wurde 2009 vom Rijksdienst Beeldende Kunst, Den Haag, an die Erben von Richard Semmel übergeben.[4] Danach gelangte das Gemälde in den Kunsthandel.[5]

- Riviergezicht met aanlegplaats von Maarten Fransz. van der Hulst (früher Jan van Goyen zugeschrieben) befand sich seit 1948 im Groninger Museum. Das Gemälde wurde 2013 an die Erben von Richard Semmel übergeben.[6]

- Maria mit dem Kind von Jan van Scorel gehörte seit 1926 zur Sammlung Richard Semmel. 1958 erwarb das Centraal Museum Utrecht das Gemälde in gutem Glauben. Die für die Verhandlung über eine mögliche Rückgabe des Bildes beauftragte Restitutiecommissie entschied, dass das Gemälde nicht an die Erben zu restituieren sei. Es hob dabei die besondere Bedeutung des Bildes für das Museum hervor und stellte andererseits fest, dass die möglichen Erben von Richard Semmel den Sammler nicht persönlich kannten und keine persönliche Beziehung zum Gemälde hatten. Die Kommission schlug jedoch vor, dass das Museum in geeigneter Form auf den Vorbesitzer Richard Semmel hinweisen solle. Das Museum wird das Gemälde nicht an die Erben restituieren.[7]

- Christus und die Samariterin am Brunnen von Bernardo Strozzi wurde im November 1933 in Amsterdam von Dirk Hannema ersteigert. Er stiftete das Bild 1964 dem von ihm begründeten Museum de Fundatie in Zwolle. Die Restitutiecommissie entschied 2013, dass das Museum das Gemälde nicht an die Erben zurückgeben und keine Entschädigung zahlen muss. Als Begründung wurde unter anderem angegeben, der Verkauf sei lange vor der deutschen Besetzung der Niederlande im Zweiten Weltkrieg erfolgt und die Erben hätten keine persönliche Beziehung zum Sammler und zu dem Kunstwerk gehabt.[8]

- Kopf eines Mannes, vormals Vincent van Gogh zugeschrieben, gelangte 1940 in die Sammlung der National Gallery of Victoria in Melbourne. Das Museum entschied 2014 das Bild an die Erben zu restituieren.[9]

- La maison blanche von Paul Gauguin gelangte über die Kunsthandlung Alex. Reid & Lefevre in London in den Besitz des 9. Earl of Jersey. Die Erben des Earl einigten sich mit den Erben von Richard Semmel auf eine Ausgleichszahlung, bevor das Gemälde am 4. Februar 2014 im Auktionshaus Christie’s für 1.314.500 Pfund Sterling versteigert wurde.[10]

- La Route montante (Die Strasse) von Paul Gauguin wurde am 13. Juni 1933 von der Kunsthandlung Frederik Muller in Amsterdam bei einer Auktion angeboten, jedoch nicht verkauft. 1937 kam es in der Galerie Max Moos in Genf erneut zur Versteigerung und gelangte dabei in den Besitz des Zürcher Kunstsammlers Emil Georg Bührle. Dessen Erben übertrugen das Gemälde 1960 in die Stiftung Sammlung E. G. Bührle.[11] Nachdem die Stiftung Bührle am 15. Juni 2024 angekündigt hatte, mit den Rechtsnachfolgern von Richard Semmel eine „faire und gerechte Lösung“ entsprechend der vom amerikanischen State Department veröffentlichten „Best practices“ zum Umgang mit NS-Raubkunst zu suchen, wurde zunächst die Abhängung des Bildes im Kunsthaus Zürich veranlasst.[12] Am 24. Juni 2025 gab die Stiftung bekannt, sich auf eine Entschädigungszahlung mit den Erben geeinigt zu haben. Über die Höhe wurde Stillschweigen vereinbart. Demnach verbleibt das Gemälde im Besitz der Stiftung Bührle.[13]

- Paysage pres de Cagnes von Pierre-Auguste Renoir wurde ebenfalls am 13. Juni 1933 im Auktionshaus Frederik Muller versteigert.[14] 1956 gelangte das Bild in die Sammlung des amerikanischen Stahlfabrikanten Newton Korhumel. Bevor die Korhumel-Erben das Gemälde 2012 im Auktionshaus Christie’s für 866.500 US-Dollar[15] versteigern ließen, hatten sie sich mit den Erben von Richard Semmel auf einen finanziellen Ausgleich geeinigt.[16]

- Studie eines Bauernmädchens beim Umgraben von Camille Pissarro wurde ebenfalls am 13. Juni 1933 im Auktionshaus Frederik Muller versteigert. Nach mehreren Besitzerwechseln kam es am 7. November 2007 im Auktionshaus Sotheby’s zur Versteigerung und erzielte einen Preis von 2.057.000 US-Dollar.[17]

- Der Tümpel im Schnee von Claude Monet kam ebenso am 13. Juni 1933 bei Frederik Muller zur Auktion. Bevor das Bild am 12. Mai 2022 bei Christie’s in New York versteigert wurde, kam es zwischen den Besitzern und den Erben von Richard Semmel zu einer finanziellen Ausgleichsregelung. Neuer Besitzer des Bildes wurde für 25.580.000 US-Dollar der Unternehmer Hasso Plattner, der das Gemälde fortan dem von ihm begründeten Museum Barberini als Dauerleihgabe zur Verfügung stellt.[18]

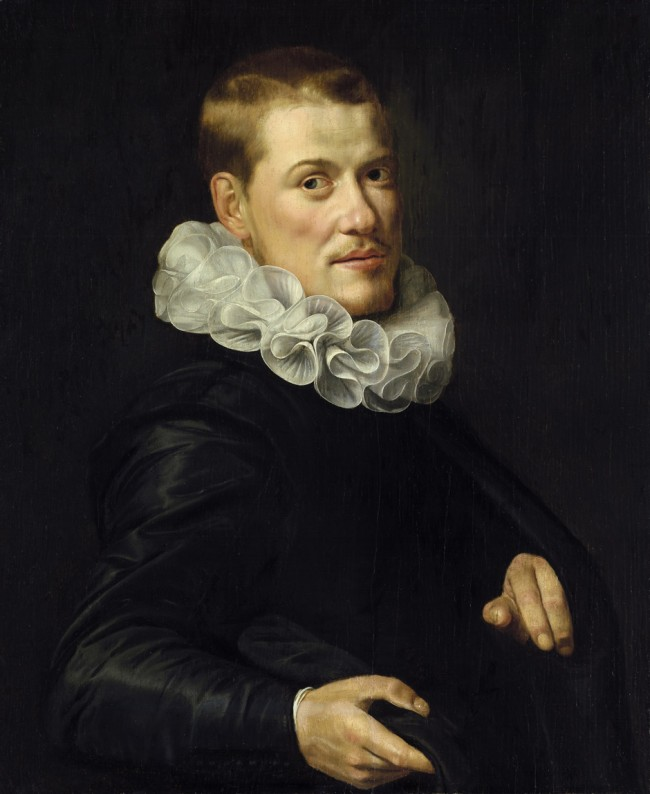
Niederländisch (Amsterdam): Bildnis eines jungen Mannes, um 1620
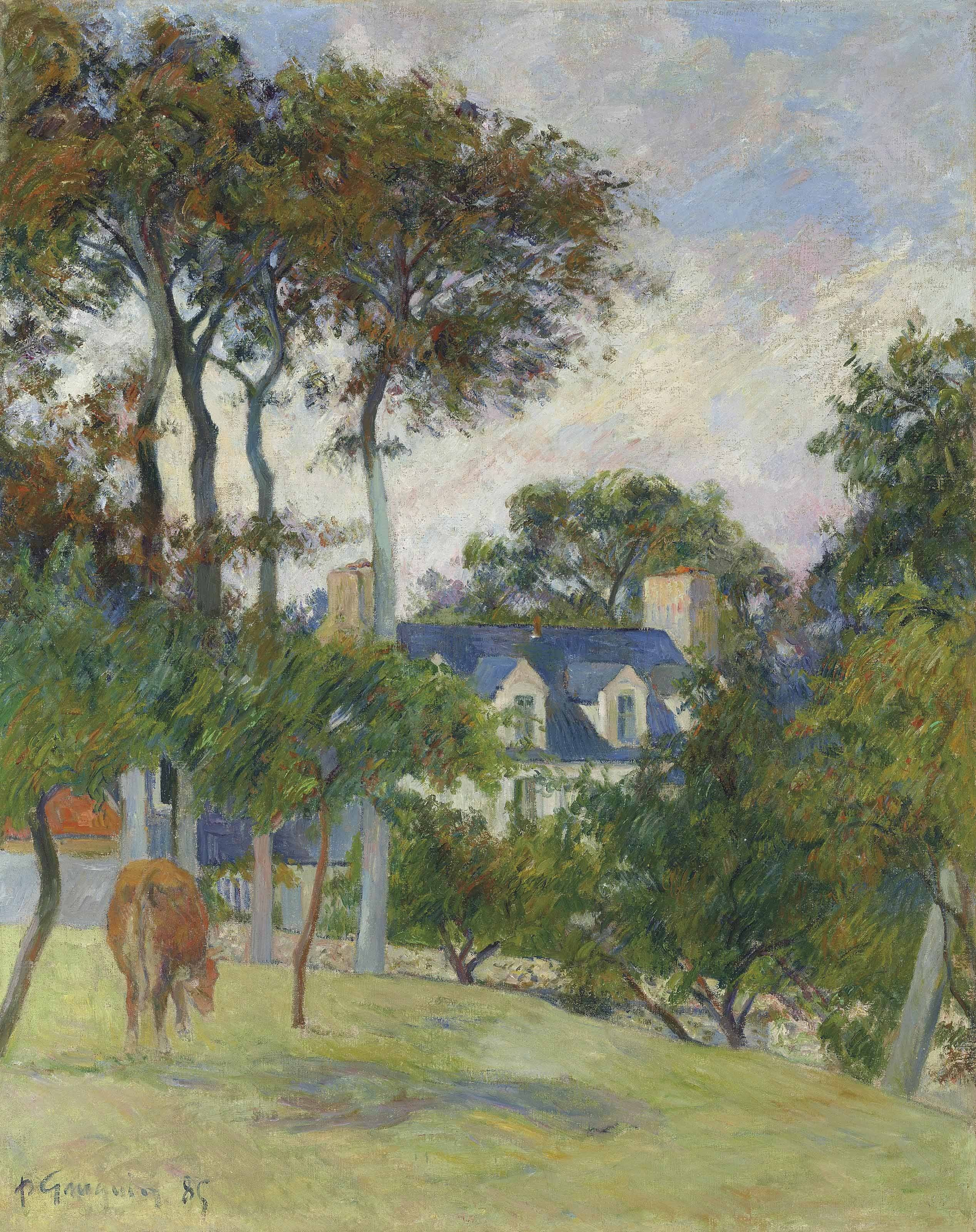
Paul Gauguin: La maison blanche, 1885
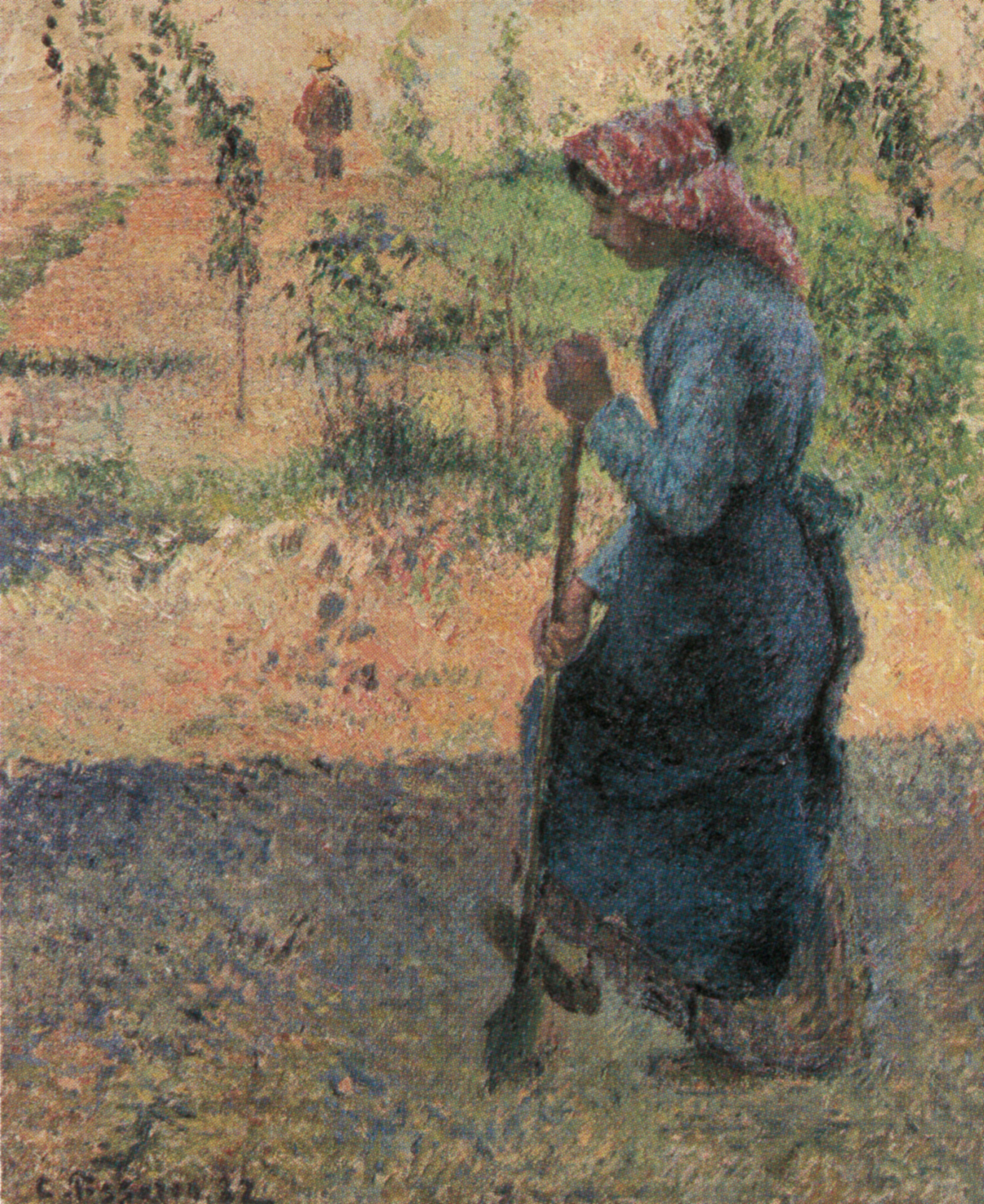
Camille Pissarro: Studie eines Bauernmädchens beim Umgraben, 1882
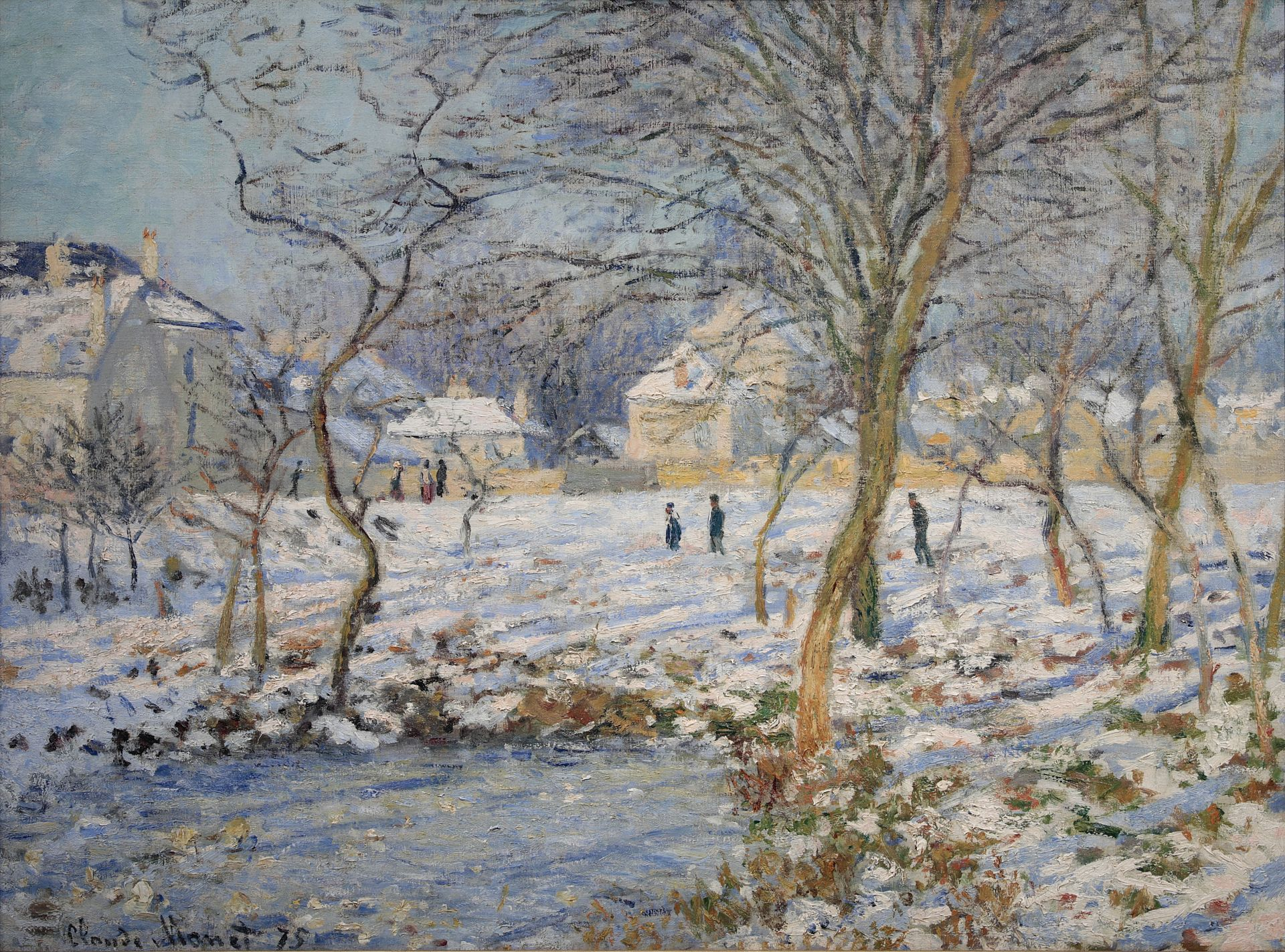
Claude Monet: Der Tümpel im Schnee, 1874–1875